# Stigmella cassiniae
Stigmella cassiniae là một loài bướm đêm thuộc họ Nepticulidae. Nó được tìm thấy ở New Zealand.
Chiều dài cánh trước là 2–3 mm. Con trưởng thành bay vào tháng 1, tháng 2, tháng 4 và tháng 10. Reared moths emerged tháng 8, tháng 9 và tháng 11. There are probably two generations per year.
Ấu trùng ăn Cassinia species. Chúng ăn lá nơi chúng làm tổ. 